# Buersbach
Der Buersbach (gesprochen ['buːɐs.baχ], auch Die Burs Bach [sic!] genannt) ist ein Bach, der bei Krefeld-Uerdingen von links in den Niederrhein mündet. Von seiner Quelle zieht er sich über eine Länge von mehr als 10 Kilometern durch die Gemarkungen der Städte Meerbusch und Krefeld.
Ein Teil des Bachverlaufes mit seinen Uferbereichen bildet ein Naturschutzgebiet gleichen Namens.

## Namen
Der Name Buersbach leitet sich vom Adelsgeschlecht derer von Buer (hochdeutsch Bauer) ab, dem im 17. Jahrhundert das am Bach gelegene Haus Latum mit den dazugehörigen Ländereien gehörte. Wie beim namengebenden Ort Buer ist das e in Buersbach ein Dehnungs-e. Eine Schreibung als Bürsbach ist deshalb falsch. Das e wird jedoch manchmal ausgelassen (Alternativschreibweise: Bursbach).
Aus [des/der] Bauers Bach, niederfränkisch [de] Buers Bach, wurde mit der Zeit [de] Buersbach oder umgangssprachlich verkürzt nur [de] Buers. Da im Niederfränkischen der bestimmte Artikel de sowohl männlich als auch weiblich sein kann, wurde die Kurzform de Buers wohl bei der Übertragung ins Hochdeutsche irrtümlich als grammatisch weiblichen Geschlechts (Femininum) aufgefasst, aus dem Buers[bach] wurde so die Buers oder die Burs. Der weibliche Artikel die wird manchmal auch dann beibehalten, wenn das männliche Grundwort -bach des zusammengesetzten Wortes mitgeschrieben wird und deshalb hochsprachlich dessen Geschlecht gelten müsste. Auf diese Weise entstanden wohl die – sogar von offiziell-amtlicher Stelle verwendeten – sprachlich falschen Bezeichnungen Die Buersbach und Die Burs Bach. Auf die Spitze getrieben wird diese sprachliche Verirrung, indem zuweilen der Artikel die seinerseits als integraler Namensbestandteil gesehen wird (Zusammensetzung mit sogenanntem Deppenleerzeichen), dem dann noch ein zweiter Artikel der in grammatischer Funktion vorangestellt wird (der Die Burs Bach oder der Die Buersbach).

## Gewässerverlauf und -morphologie
Der Bach beginnt als kleiner, hier noch namenloser Entwässerungsgraben nahe Haus Hamm im Nordwesten von Strümp. Direkt am Autobahnkreuz Meerbusch unterquert der Graben die A 44. Der Bach wurde beim Autobahnbau verlegt. Von hier verläuft er zum Schloss Pesch, durch das Waldgebiet Herrenbusch, südlich am Haus Gripswald und an Ossum vorbei, wo er sich mit dem von Bösinghoven kommenden Bösinghovener Bach vereinigt. Ab hier zieht sich der Buersbach nach Osten zum Haus Latum und am nordwestlichen Ortsrand von Lank-Latum entlang, wo er auch Striebruchsbach genannt wird. Zwischen Lank-Latum und Gellep-Stratum an einer Bifurkation verzweigt sich der hier Striebruchsbach genannte Bursbach. Die überwiegende Wassermenge fließt Richtung Westen über den Stratumer Buschgraben in das Naturschutzgebiet Latumer Bruch ab. Nach Durchquerung von 2 Altstromrinnen verläuft der Bach in nördlicher Richtung und wird hier Lohbruchgraben genannt. Er mündet in den Äußeren Burggraben der Burg Linn und wird hier Linner Mühlenbach genannt. Eine Teilmenge fließt Richtung Norden ab und wird im Bereich westlich von Gellep auch Oelvebach genannt. Er fließt durch das Trinkwassergewinnungsgebiet Elt und trifft dann westlich des Römersees mit dem Linner Mühlenbach (von Westen durch den Greiffenhorstpark vom Linner Mühlenhof kommend) zusammen. Ab hier verläuft der Bach teilweise unterirdisch verrohrt zum Krefeld-Uerdinger Osthafen, wo er kurz vor dem Wendebecken über ein Pumpwerk in das Hafenbecken und damit in den Rhein mündet.
Der Buersbach fällt gemäß Typisierungsschema nach EG-Wasserrahmenrichtlinie unter den Typ „Kleines Niederungsfließgewässer in Fluss- und Stromtälern“ (Typ Nr. 19). Der Bach weist nur ein geringes Gefälle auf (durchschnittlich weniger als 0,1 %) und führt in regenarmen Monaten oft so wenig Wasser, dass er zumindest abschnittsweise trockenfällt. Das Bett des Baches liegt größtenteils im Bereich einer Altstromrinne des Rheines (Landschaftsschutzgebiet Nr. 4605-001: Ossum-Bösinghovener Altstromrinne, Herrenbusch), am Niederrhein Kendel genannt.

## Naturschutzgebiet
Im Bereich des Mittellaufes ab Ossum bis hinter Latum bildet der Bach mit seinen Uferbereichen das Naturschutzgebiet Die Buersbach (NSG NE-007). Der geschützte Streifen hat eine Länge von etwa 2,6 Kilometern, eine durchschnittliche Breite von knapp 100 Metern und eine Gesamtfläche von etwas über 20 Hektar.
Zusammen mit dem angrenzenden Naturschutzgebiet Latumer Bruch, dem Greiffenhorstpark mit dem Linner Mühlengraben, dem Wasserwerksgebiet Elmt und dem Römersee bildet das NSG Buersbach ein fast 300 ha großes Natura-2000/FFH-Gebiet (Nr. DE-4605-301: Latumer Bruch mit Buersbach, Stadtgraeben und Wasserwerk).
Insbesondere im Bereich des Herrenbusches und des Naturschutzgebietes bestehen die Uferbereiche des Buersbaches größtenteils aus ökologisch wertvollem Erlen-Bruchwald oder Auwald aus Pappeln und (Kopf-)Weiden sowie teilweise dichtem Strauch- und Krautwerk. Am Bach selbst und an offenen Wasserflächen neben dem Bachbett liegen einige Großseggen- und Röhrichtbestände.
Flora und Faune sind in diesen Bereichen besonders artenreich, insbesondere für Amphibien, Libellen und Vögel bietet der Buersbach wertvollen Lebensraum. Es finden sich einige seltene Arten wie beispielsweise der Kammmolch, der Eisvogel oder der Dunkle Wiesenknopf-Ameisenbläuling.
Einige Abschnitte des Baches im Bereich landwirtschaftlich intensiv genutzter Acker- und Wiesenflächen sind jedoch grabenartig angelegt, in mäßigem bis schlechtem ökologischem Zustand und sind durch Düngemitteleintrag stark mit Nitraten belastet. Naturschützer fordern eine Renaturierung dieser Bereiche.

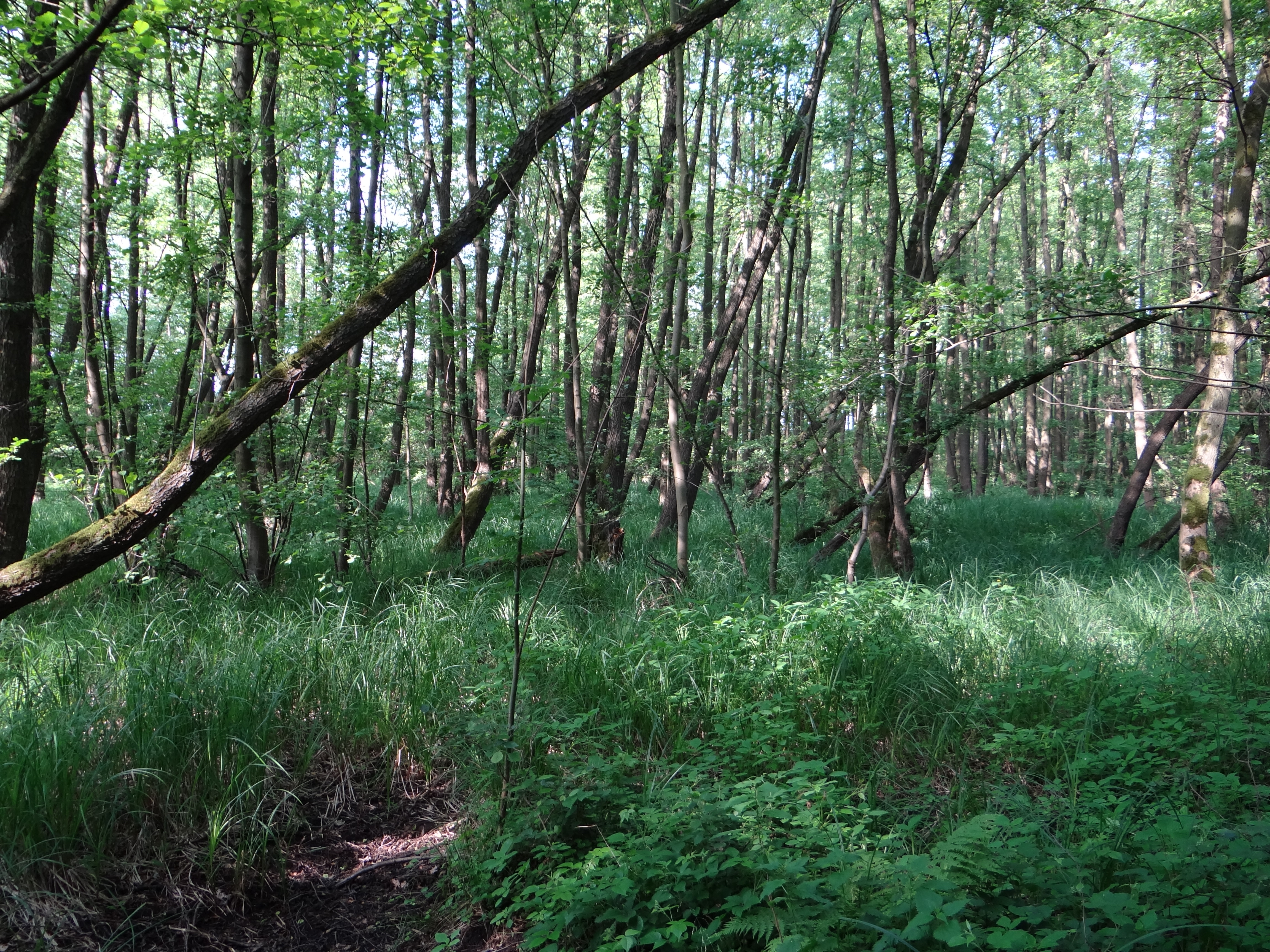
Erlenbruchwald am Buersbach im geschützten Bereich des Herrenbusches
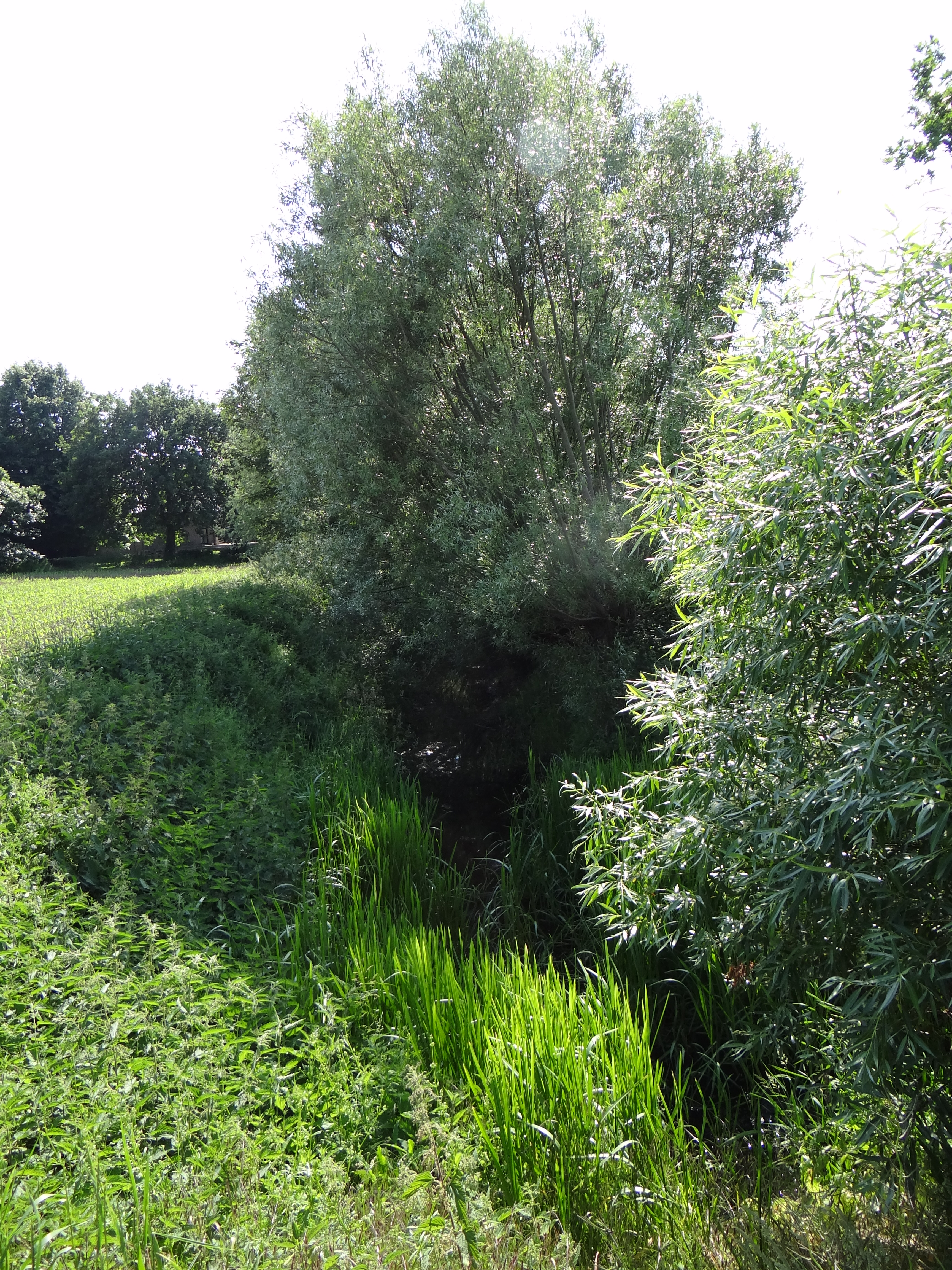
Buersbach nahe Haus Latum
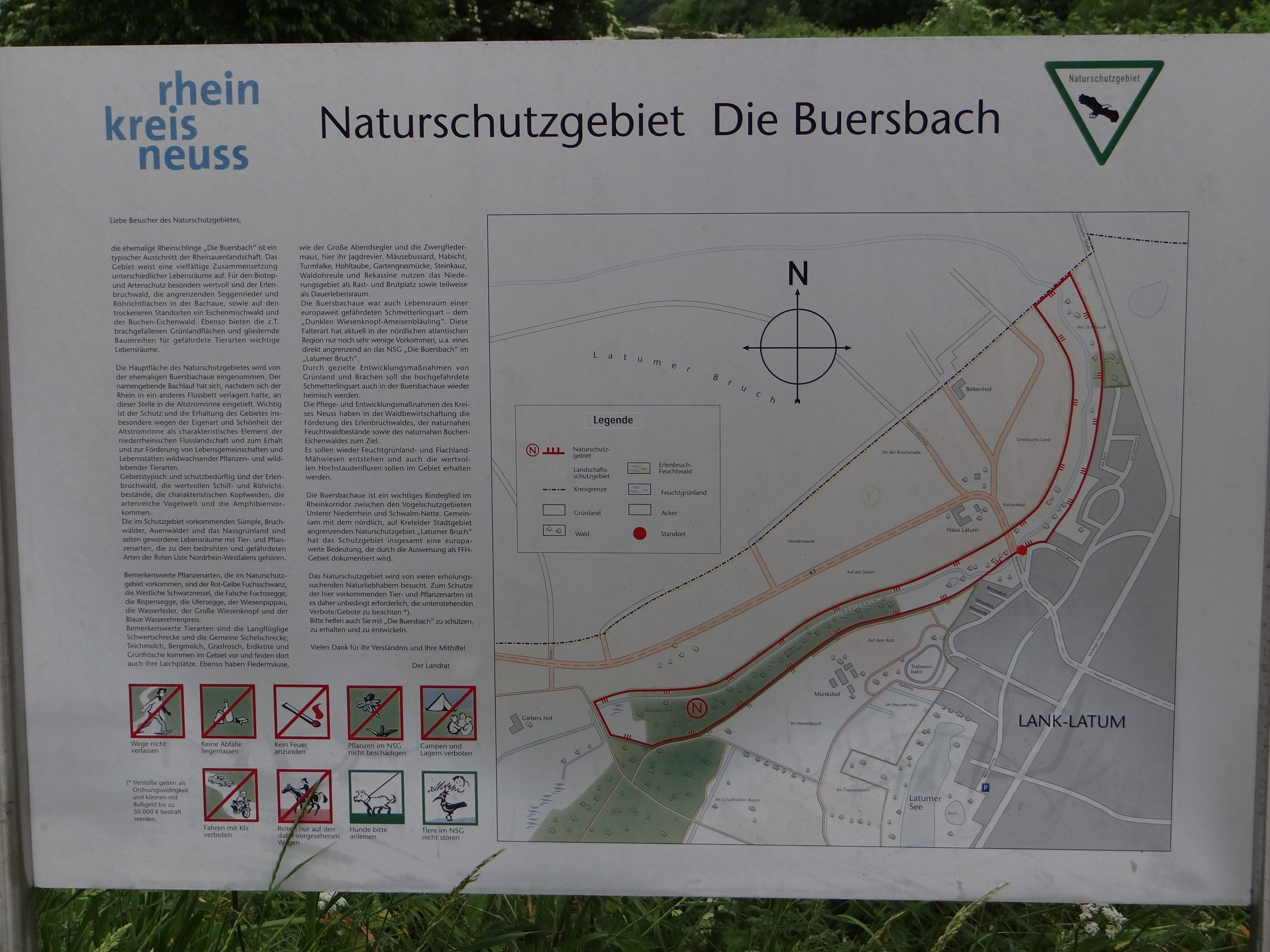
Informationstafel zum Naturschutzgebiet